# Terremoto de Çaldıran y Muradiye de 1976
El terremoto de Çaldıran y Muradiye de 1976 ocurrió a las 14:22 hora local del 24 de noviembre de 1976. El epicentro se ubicó cerca de Çaldıran, 20 kilómetros al noreste de Muradiye, en la provincia de Van, en el este de Turquía. El terremoto tuvo una magnitud de 7,3 con una intensidad máxima de IX en la escala de intensidad de Mercalli. La zona de graves daños, donde más del 80% de los edificios fueron destruidos, cubrió una superficie de 2.000 kilómetros cuadrados.Hubo entre 4.000 y 5.000 bajas.

## Entorno tectónico
La parte más oriental de Turquía se encuentra dentro de la compleja zona de colisión continental continua entre la Placa Arábiga y la Placa Euroasiática. El acortamiento general que afecta esta área se acomoda en parte por el empuje a lo largo del cinturón plegado y de empuje de Bitlis-Zagros y en parte por una mezcla de deslizamiento sinistral en fallas con tendencia suroeste-noreste y deslizamiento dextral en fallas con tendencia noroeste-sureste.El terremoto fue causado por el movimiento en la falla de Çaldıran, una de las fallas dextrales, que no había sido reconocida antes del terremoto.No se registraron terremotos con magnitudes de 6,0 o más en un radio de 100 kilómetros de Çaldıran en los 74 años anteriores, lo que posiblemente explica por qué se consideraba un área de riesgo sísmico intermedio.

## Terremoto
El terremoto estuvo asociado con una zona de fallas superficiales de 50 a 55 kilómetros, que se extiende desde tres kilómetros al oeste de Sarikök en el oeste hasta justo al oeste de Baydoğan en el este. Se registró un desplazamiento dextral máximo de 3,5 metros.El ancho de la ruptura se estimó en 24 kilómetros y se encontró que la zona de la falla descendía 78° hacia el sur. La duración de un fuerte temblor del suelo se estima en seis segundos.

## Daños
En Çaldıran, el 95% de las casas fueron destruidas y todas las demás sufrieron daños parciales y 615 de los 3.304 habitantes murieron.En las aldeas alrededor de Çaldıran, más del 80% de las casas fueron destruidas y la mayor parte del resto sufrió daños; murieron 2.313 de los 27.587 habitantes. En Muradiye casi todas las casas quedaron completamente derrumbadas o dañadas y 159 de los 6.753 habitantes murieron.
La mayoría de los edificios de la zona epicentral estaban construidos con gruesos muros de mampostería cementada con mortero de barro. Las estructuras normalmente estaban terminadas con un pesado techo de tierra con soportes de madera. La bajísima resistencia a las cargas laterales de estas estructuras explica por qué casi todos los edificios de Çaldıran se derrumbaron durante el terremoto, provocando la mayoría de las muertes.Las estructuras de hormigón armado en general tuvieron un buen comportamiento y ninguna sufrió un colapso total. El comportamiento de las estructuras de mampostería de ladrillo o piedra fue mixto, algunas colapsaron y otras aparentemente no se vieron afectadas.